# Светлољубива совица
Светлољубива совица (лат. Agrotis photophila, енгл. light-loving noctuid moth) је инсект из реда лептира (Lepidoptera) и породице совица (Noctuidae). 

## Распрострањење
Ареал врсте је био ограничен на једну државу. Сједињене Америчке Државе су биле једино познато природно станиште врсте. Врста је била присутна на подручју хавајског острва Оаху.

## Угроженост
Ова врста је изумрла, што значи да нису познати живи примерци.